# Rock and Roll Music
〈Rock and Roll Music〉은 로큰롤의 선구자 척 베리가 1957년 작사, 작곡 그리고 녹음한 곡이다. 그것은 널리 다뤄졌고 베리의 가장 인기 있고 오래 지속되는 작품들 중 하나로 인정받고 있다.
〈Rock and Roll Music〉은 베리가 미국에서 톱 10에 진입하는 기록적인 차트였다. 비틀즈의 1964년 음반은 유럽과 호주에서 싱글 차트 1위를 차지했고, 비치 보이스는 1976년 이 곡으로 미국 톱 10 히트곡을 냈다.

## 원곡
〈Rock and Roll Music〉의 세션은 1957년 5월 시카고에서 열렸다. 이 세션은 레너드 체스와 필 체스가 프로듀싱을 했다. 백업 베리는 라파예트 리크(피아노), 윌리 딕슨(베이스), 프레드 빌로(드럼)였다. 체스 레코드는 1957년 9월 이 곡을 45rpm과 78rpm 양식으로 싱글로 발매했다. 그것은 《빌보드》의 R&B 싱글 차트 6위, 그리고 연말 전에 핫 100 차트 8위에 올랐다.
2004년 이 곡은 《롤링 스톤》이 선정한 "역사상 가장 위대한 노래 500곡" 중 7위에 올랐다. 이 곡은 로큰롤 명예의 전당 "로큰롤을 형상화한 500곡"에도 수록되어 있다.